# Роман Новотни
Роман Новотни (чеш. Roman Novotný; Преров, 5. јануар 1986) је чешки атлетичар специјалиста за скок удаљ.
Први успеси у каријера почели су 2008. У квалификацијама за Олимпијске игре у Пекингу у Брну 22. јула поставио је нови лични рекорд од 8,21 метар. На играма се пласирао у филале где је заузео 8 место скоком од 8 метара. Његов пласман у финале био је велики успех, јер ниједан Чех пуне 72 године то није успео у дисциплини скока удаљ. Последњи је био Јозеф Восолсобје који је учествовао на Играма у Берлину 1936.

### Значајнији резултати
| Година | Такмичење                             | Место                        | Пласман | Резултат |
| ------ | ------------------------------------- | ---------------------------- | ------- | -------- |
| 2007   | Летња универзијада                    | Бангкок                      | 3       | 7,88     |
| 2008   | Олимпијске игре                       | Пекинг                       | 8       | 8,00     |
| 2009   | Европско првенство у дворани          | Торино                       | 13 кв.  | 7,77     |
| 2009   | Европско екипно првенство — Суперлига | Леирија                      | 4       | 5,75     |
| 2009   | Светско првенство на отвореном        | Берлин                       | 13 кв.  | 7,86     |
| 2010   | Европско првенство на отвореном       | Барселона, Шпанија           | 12      | 7,65     |
| 2011   | Европско првенство у дворани          | Париз, Француска             | 8       | 7,66     |
| 2012   | Европско првенство на отвореном       | Хелсинки, Финска             | 19      | 7,80     |
| 2012   | Олимпијске игре                       | Лондон, Уједињено Краљевство | 38      | 6,96     |